# Lilah Fear
Lilah Fear (* 11. Juni 1999 in Greenwich, Connecticut, Vereinigte Staaten) ist eine britisch-kanadische Eistänzerin. Sie vertritt Großbritannien mit ihrem Eislaufpartner Lewis Gibson. Das Paar gewann eine Silbermedaille bei den Europameisterschaften 2023.

## Leben
Fear wurde als Tochter kanadischer Eltern geboren. Sie wuchs in London, England, auf und besuchte die South Hampstead High School. Fear hat die britische, kanadische und amerikanische Staatsbürgerschaft. Sie hat eine jüngere Schwester, Sasha, die mit ihrem Partner George Waddell im Eistanz ebenfalls für Großbritannien antritt. Sie hat auch eine ältere Schwester, Georgia, die eine Langlauf- und Leichtathletin am Dartmouth College und der University of Virginia war.
Im Herbst 2018 begann sie ein Psychologie- und Kommunikationswissenschaftenstudium an der McGill University in Montreal.

## Karriere
Fear begann 2004 mit dem Eislaufsport. In der Saison 2013/14 lief sie mit ihrem Tanzpartner Jacob Payne. Seit 2016/17 tanzt sie mit ihrem aktuellen Partner Lewis Gibson. In der Saison 2017/18 gewann sie mit Gibson die Bavarian Open (2018). Ihr bestes Ergebnis bei Weltmeisterschaften erreichte sie im März 2021 mit Rang sieben. Bei der NHK Trophy 2021 stand sie als Dritte auf dem Podest.
Lilah Fear qualifizierte sich mit ihrem Tanzpartner für die Olympischen Spiele 2022 in Peking. Nach Rang zehn im Rhythmustanz und Rang neun in der Kür reichte es für Rang zehn im Eistanz-Gesamtklassement.

## Ergebnisse
Zusammen mit Lewis Gibson im Eistanz:
| Meisterschaft / Jahr                                        | 2017    | 2018    | 2019    | 2020    | 2021    | 2022    | 2023    | 2024    |
| ----------------------------------------------------------- | ------- | ------- | ------- | ------- | ------- | ------- | ------- | ------- |
| Olympische Winterspiele                                     |         |         |         |         |         | 10.     |         |         |
| Weltmeisterschaften                                         | 22.     | 24.     | 13.     | A       | 7.      | 6.      |         |         |
| Europameisterschaften                                       | 15.     |         | 6.      | 5.      | A       | 5.      | 2.      |         |
| Britische Meisterschaften                                   | 1.      | 2.      | 1.      | 1.      | A       | 1.      |         |         |
| Wettbewerb / Saison                                         | 2016/17 | 2017/18 | 2018/19 | 2019/20 | 2020/21 | 2021/22 | 2022/23 | 2023/24 |
| GP Finale                                                   |         |         |         |         |         |         | 4.      |         |
| GP MK John Wilson Trophy                                    |         |         |         |         |         |         | 2.      |         |
| GP NHK Trophy                                               |         |         | 4.      | 4.      |         | 3.      |         |         |
| GP Skate America                                            |         |         | 5.      |         |         |         |         |         |
| GP Skate Canada                                             |         |         |         | 3.      | A       | 7.      | 2.      | 2.      |
| CS Nebelhorn Trophy                                         |         |         | 4.      | 4.      |         |         | 1.      | 1.      |
| CS Nepela Memorial                                          |         |         |         |         |         |         |         | 1.      |
| GP = Grand Prix, CS = ISU-Challenger-Serie, A = ausgefallen |         |         |         |         |         |         |         |         |